# Ill.Skillz
Ill.Skillz je drum and bassová skupina založená roku 2001 ve Vídni v Rakousku. Skupinu tvoří David „D.Kay“ Kulenkampff a Philipp „Raw.Full“ Roskott, kteří se potkali roku 1999 na propagační akci trife.life! crew.

## Diskografie

### EPs
| Katalogové číslo | Titulek         | Rok  |
| ---------------- | --------------- | ---- |
| TD007            | Fusion Dance EP | 2002 |
| DSCI4010         | The Remix EP    | 2003 |

### Singly
| Katalogové číslo | Titulek                                                     | Rok  |
| ---------------- | ----------------------------------------------------------- | ---- |
| CRIT008          | Forgive Myself (Remix) / Forgive Myself                     | 2003 |
| ILL001           | Bowser / Soulshaker                                         | 2003 |
| ILL002           | Fusion Dance (Remix) / Move It                              | 2004 |
| ILL003           | Watch Me Now (With Concord Dawn)                            | 2004 |
| ILL004           | Soulshaker (Remix)                                          | 2004 |
| ILL005           | The Beat                                                    | 2005 |
| METH065          | When Worlds Collide / Clownz                                | 2005 |
| ILL006           | Colours Of Noize (With Calyx) / Guru                        | 2006 |
| ILL007           | Can't Touch This                                            | 2006 |
| ILL008           | Watch Me Now (With Concord Dawn) (Remix) / The Great Escape | 2007 |

### Remixy
| Katalogové číslo | Titulek                          | Rok                                |      |
| ---------------- | -------------------------------- | ---------------------------------- | ---- |
| TD004            | Tomkin                           | E-Sparks (Ill.Skillz Remix)        | 2001 |
| MV005            | Imagination D                    | The War Is Over (Ill.Skillz Remix) | 2003 |
| BRK001           | K.D.S. (Feat. Robbie Craig)      | The Experience (Ill.Skillz Remix)  | 2004 |
| PROOF24X         | Dumonde                          | Human (Ill.Skillz Remix)           | 2004 |
| FREAK005         | Concord Dawn                     | Bad Bones (Ill.Skillz Remix)       | 2004 |
| HOSTILE003       | Sunchase (Feat. Yana Kay)        | Remember Me (Ill.Skillz Remix)     | 2004 |
| ILL003           | D.Kay & Epsilon                  | Platinum (Ill.Skillz Remix)        | 2004 |
| SANTW300         | D.Kay & Epsilon (feat. MC Verse) | Honey (Ill.Skillz Remix)           | 2004 |
| ILL004           | Black Sun Empire                 | B Negative (Ill.Skillz Remix)      | 2005 |
| VRS015           | Ed Rush & Optical                | Sick Note (Ill.Skillz Remix)       | 2005 |
| ~                | Makai                            | The Mask (Ill.Skillz Remix)        | 2007 |

### Spolupracoval na
| Katalogové číslo | Titulek                                     | Rok              |      |
| ---------------- | ------------------------------------------- | ---------------- | ---- |
| RUN33747         | At Close Range                              | AK1200           | 2003 |
| BSECD001         | Driving Insane                              | Black Sun Empire | 2004 |
| 05161-2          | Inside Aut: The Austrian Drum & Bass League | Huda             | 2004 |
| HUMA8008-2       | The Dungeonmaster's Guide                   | Dieselboy        | 2004 |
| RHLP05           | Skool Of Hard Knocks                        | Bad Company UK   | 2004 |
| METH05CD         | MDZ.05                                      | Goldie           | 2005 |
| ASHADOW952CD     | Moving Shadow 05.2                          | Calyx            | 2005 |
| WSMCD218         | Drum & Bass Essentials                      | DJ Hype          | 2005 |

### Interviews
- (anglicky) Interview s D.Kay na Drum & Bass Arena z června 2003
- (anglicky) Interview s D.Kay na DNB Forum ze září 2003
- (anglicky) Interview s D.Kay na Play.fm z února 2006